# Aureli
Aureli – oboczna forma imienia męskiego Aureliusz, pochodzącego od nazwy rzymskiego rodu Aureliuszy, która z kolei pochodzi od łacińskiego aureolus – „złocisty” (co mogło znaczyć także „wspaniały”).
Imię Aureli jest mało popularne w Polsce. W marcu 2001 roku w Polsce było zarejestrowanych 25 posiadaczy imienia Aureli, natomiast w styczniu 2024 r. w rejestrze PESEL, wśród publicznie dostępnych danych dotyczących osób żyjących, wykazano 14 mężczyzn o imieniu Aureli nadanym jako imię pierwsze oraz 19 mężczyzn o imieniu Aureli nadanym jako imię drugie.
Żeński odpowiednik: Aurelia.
Aureli imieniny obchodzi 26 kwietnia, 27 lipca, 25 września, 9 października.

## Mężczyźni o imieniu Aureli
- Aureli Drogoszewski – historyk literatury.